# Ralf Cramer
Ralf Cramer (* 12. Februar 1966 in Ludwigshafen) ist ein deutscher Manager und war von 2009 bis 2017 Mitglied des Vorstands der Continental AG. Von 2013 bis 2017 war Cramer President & CEO Continental China mit Sitz in Shanghai.

## Ausbildung
1985 absolvierte Cramer sein Abitur. Von 1985 bis 1990 studierte er Maschinenbau an der Universität Kaiserslautern und an der Universität Stuttgart. Dort wurde Cramer auch zum Dr.-Ing. promoviert. Er arbeitete währenddessen am Fraunhofer-Institut für Produktionstechnik und Automatisierung (IPA) und beschäftigte sich insbesondere mit Robotik in wissenschaftlichen Projekten und war beratend für die Industrie tätig.

## Berufliche Laufbahn
Von 1996 bis 1999 war Cramer Executive Director für weltweites Industrial Engineering bei ITT Automotive in Frankfurt. 1999 wechselte er zur Grundig AG und war dort Technischer Geschäftsleiter für die Division Car InterMedia System GmbH. 2002 ging er zur Continental AG und wurde nach diversen Führungspositionen 2009 in den Vorstand bestellt. Zwischen 2013 und 2017 war Cramer als President & CEO Continental China in Shanghai tätig und trug maßgeblich zum Wachstum der Continental AG in China bei.
Seit 2018 ist er Mitglied im Aufsichtsrat von PSM International und BBS Automation.

## Privates
Cramer ist verheiratet und hat zwei Söhne.

## Veröffentlichungen
- Flexibel automatisierte Montage hochpoliger Rundkabel. Springer-Verlag GmbH, 1995, ISBN 978-3-642-47961-8